# GB Airways

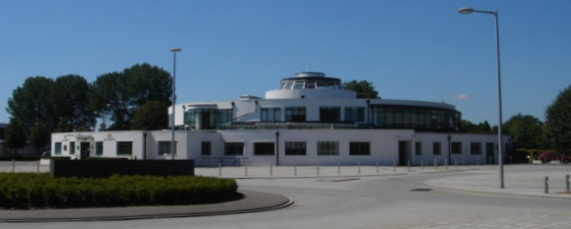
Прежнее офисное здание аэропорта Гатвик, в котором размещалась штаб-квартира авиакомпании

GB Airways — бывшая авиакомпания со штаб-квартирой в лондонском аэропорте Гатвик, работавшая в сфере регулярных пассажирских перевозок Великобритании под франчайзинговым договором с British Airways, выполняя рейсы в более тридцати пунктов назначения в странах Европы и Северной Америки.
30 марта 2008 года GB Airways прекратила самостоятельное существование, будучи выкупленной британской авиакомпанией EasyJet.

## История
Авиакомпания Gibraltar Airways была основана в 1931 году в качестве дочернего предприятия гибралтарской судоходной компании «MH Bland» и начала операционную деятельность в том же году с выполнения коммерческих перевозок между Роком и Танжером (Марокко) на гидросамолёте Saunders-Roe A21 Windhover.
Во время Второй мировой войны Gibraltar Airways работала под контрактом с Imperial Airways (впоследствии — British Overseas Airways Corporation), а с 1947 года подписала партнёрский договор со вновь образованной авиакомпанией British European Airways (BEA), которая открыла пассажирские рейсы между Лондоном и Гибралтаром, стыкуясь с маршрутами Gibraltar Airways в Марокко.
Некоторое время спустя BEA выкупила 49 % собственности местного перевозчика, который к тому времени сменил официальное название на GibAir, после чего маршруты между Гибралтаром и лондонским аэропортом Хитроу стали обслуживаться двумя авиакомпаниями одновременно. После объединения British European Airways и British Overseas Airways Corporation в 1974 году укрупнённый перевозчик British Airways продолжил партнёрские отношения с GibAir, которая, в свою очередь, помимо обслуживания регулярных рейсов между Гибралтаром и Марокко, запустила чартерные программы из Гибралтара в Португалию и Францию.
В 1989 году штаб-квартира авиакомпании была перенесена в Великобританию, аэропортом приписки перевозчика и его главным транзитным узлом (хабом) был выбран лондонский аэропорт Гатвик, а сама авиакомпания 3 января того же года сменила собственное официальное название на GB Airways.
Партнёрские отношения авиакомпании с British Airways значительно упрочились после заключения в 1995 году между перевозчиками франчайзингового договора, согласно которому региональный оператор осуществлял коммерческие перевозки под флагом магистральной авиакомпании, при этом выполняемые по франшизе рейсы British Airways имели отдельную нумерацию из диапазона BA6800-6999. Все самолёты GB Airways были перекрашены в ливрею флагманского перевозчика Великобритании, сотрудники авиакомпании носили такую же форму, что и их коллеги из British Airways, комплекс сервисных услуг для пассажиров обеих авиакомпаний был один и тот же. Более того, осуществлялось сквозное бронирование авиабилетов на рейсы обоих перевозчиков, пассажиры GB Airways стали полноправными членами бонусной программы поощрения часто летающих пассажиров British Airways, а сама региональная компания вошла в список аффилированных членов глобального авиационного альянса пассажирских перевозок Oneworld.

### Поглощение авиакомпанией EasyJet
25 октября 2007 года было объявлено о намечающейся сделке по приобретению GB Airways британской авиакомпанией EasyJet. 18 января следующего года продажа была одобрена британским Управлением по надзору за добросовестной конкуренцией (англ. UK Office of Fair Trading), сумма коммерческой сделки при этом составила 103,5 миллионов фунтов стерлингов. GB Airways продолжала работать под франчайзингом с British Airways вплоть до завершения контракта 29 марта 2008 года, после чего все самолёты компании были переданы под операционное управление EasyJet. Используемые ранее GB Airways слоты на рейсы из лондонского аэропорта Хитроу не были включены в условия контракта по приобретению перевозчика и их реализация сторонним авиакомпаниям принесла по оценкам экспертов дополнительную прибыль около ста миллионов фунтов стерлингов.
В договор по приобретению авиакомпании также не вошло условие передачи штаб-квартиры GB Airways, поэтому процедура поглощения компании повлекла за собой увольнение 284 сотрудников головного офиса региональной авиакомпании.

## Маршрутная сеть

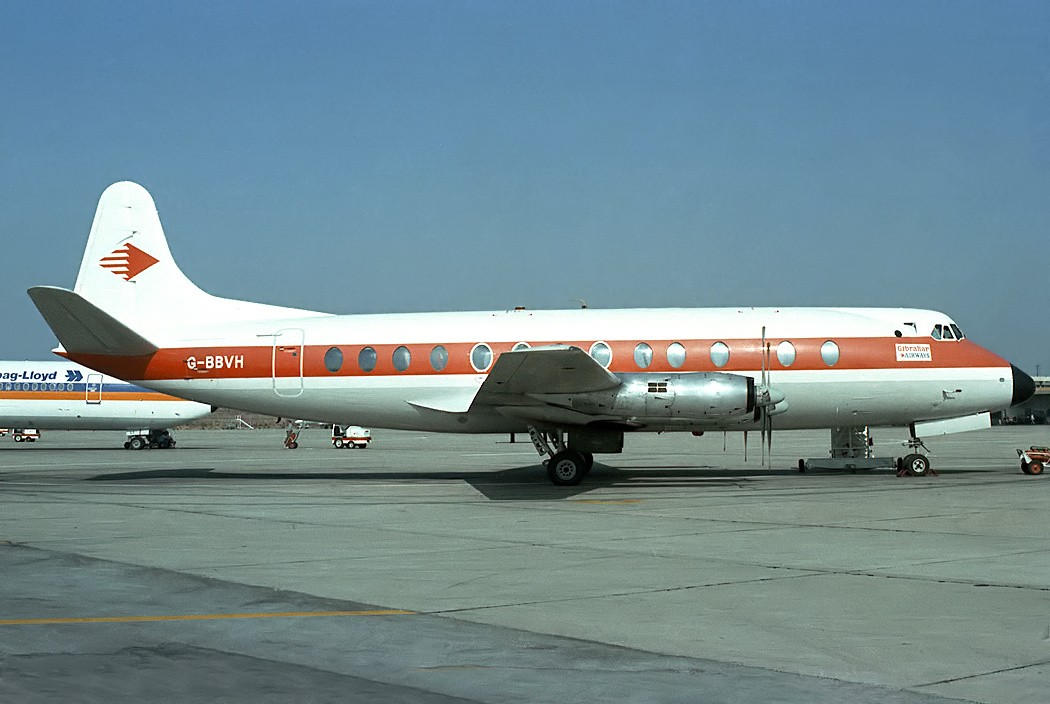
Vickers-807-Viscount авиакомпании Gibraltar Airways в международном аэропорте Фару

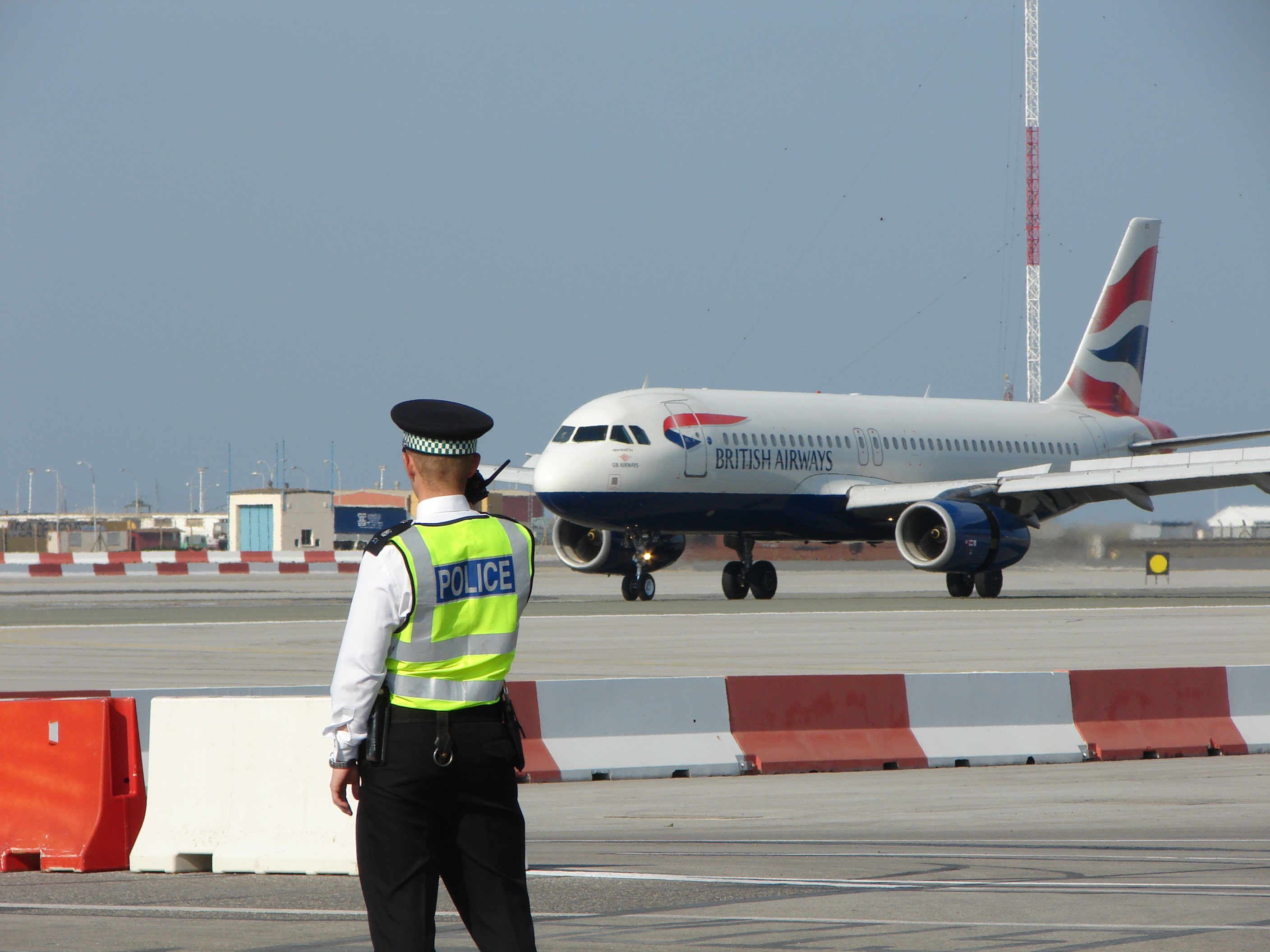
Airbus A320 GB Airways в ливрее British Airways на рулении в аэропорте Гибралтара

В 2007 году авиакомпания GB Airways выполняла регулярные рейсы по следующим пунктам назначения:
- из лондонского аэропорта Гатвик: Агадир, Аяччо, Аликанте, Арресифе, Бастиа, Корфу, Даламан, Фез, Фару, Фунчал, Гибралтар, Ираклион, Хургада, Ивиса, Иннсбрук, Лас-Пальмас, Махон, Малага, Мальта, Марракеш, Монпелье, Микены, Нантес, Пальма-де-Майорка, Пафос, Родос, Шарм-эш-Шейх, Тенерифе (Южный), Тунис
- из лондонского аэропорта Хитроу: Касабланка, Фару, Малага, Марракеш, Танжер
- из Манчестера: Ираклион, Иннсбрук, Малага, Мальта, Пафос, Зальцбург, Тенерифе (Южный)

В дополнение к регулярным маршрутам GB Airways осуществляла чартерные перевозки по краткосрочным договорам в ряд аэропортов Европы.

## Флот
По состоянию на март 2008 года воздушный флот авиакомпании GB Airways составляли следующие самолёты:
- Airbus A320-200 — 9 ед. (+1 заказан)
- Airbus A321-200 — 6 ед. + 4 заказано

В феврале 2008 года средний возраст самолётов авиакомпании GB Airways составлял 4,7 года.

## Авиапроисшествия и несчастные случаи
- 23 ноября 1988 года. Самолёт Vickers Viscount (регистрационный номер G-BBVH) получил незначительные повреждения при совершении посадки в аэропорту Танжера[11].